# Mêda (freguesia)
Mêda is een plaats (freguesia) in de Portugese gemeente Mêda en telt 2094 inwoners (2001).